# Selezioni giovanili della nazionale femminile di pallacanestro dell'Azerbaigian
Le selezioni giovanili della nazionale di pallacanestro femminile dell'Azerbaigian sono gestite dalla Federazione cestistica dell'Azerbaigian e partecipano ai tornei cestistici internazionali per squadre nazionali, limitatamente a specifiche classi d'età.

## Under-18
Rappresenta le migliori giocatrici di nazionalità azera di età non superiore ai 18 anni. Partecipa a tutte le manifestazioni internazionali giovanili di pallacanestro per nazioni gestite dalla FIBA.
Nel corso degli anni questa selezione ha subito alcuni cambiamenti nel nome, dovuti agli adeguamenti nelle normative della FIBA in fatto di classificazione delle categorie giovanili.
Agli inizi la denominazione originaria era nazionale Cadette, in quanto la FIBA classificava le fasce di età sotto i 18 anni con la denominazione "cadette". In seguito, denominazione e fasce di età sono state equiparate, divenendo nazionale Under 18. Da allora la selezione ha preso il nome attuale.
Fino al 1991 ha fatto parte della selezione di categoria sovietica.

Nel 1992, ha partecipato al campionato di categoria sotto le insegne della CSI.

Con la nascita della propria nazionale, ha partecipato ai Campionati Europei di Division C.

## Under-16
Rappresenta le migliori giocatrici di nazionalità azera di età non superiore ai 16 anni. Partecipa a tutte le manifestazioni internazionali giovanili di pallacanestro per nazioni gestite dalla FIBA.
Nel corso degli anni questa selezione ha subito alcuni cambiamenti nel nome, dovuti agli adeguamenti nelle normative della FIBA in fatto di classificazione delle categorie giovanili.
Agli inizi la denominazione originaria era nazionale Allieve, in quanto la FIBA classificava le fasce di età sotto i 18 anni con la denominazione "allieve". In seguito, denominazione e fasce di età sono state equiparate, divenendo nazionale Under 16. Da allora la selezione ha preso il nome attuale.
Fino al 1991 ha fatto parte della selezione di categoria sovietica.

### Partecipazioni
Division C
- 2023 -  1°